# Denial Ahmetović
Denial Ahmetović (* 26. Februar 1995 in Zenica, Bosnien und Herzegowina) ist ein bosnischer Sänger, der als Sieger der 5. Staffel von „Zvijezda možeš biti ti“, einer bosnischen Castingshow, bekannt wurde. Seine Lieder enthalten Elemente von bosnischem Pop sowie Folk-Musik.

## Leben und Wirken
Denial Ahmetović kam während des Bosnienkriegs in Zenica zur Welt, wo er auch seine frühe Kindheit verbrachte. Als sich die Situation im Land entschärfte, zog er mit seinem Vater Vehid, seiner Mutter Adisa und seiner Schwester Aldijana ins nahegelegene Kakanj, wo er seine Jugend verbrachte.
2012 nahm Ahmetović bei der Castingshow Zvijezda možeš biti ti (ZMBT) teil. Er schaffte es bis ins Finale der auf Hayat TV ausgestrahlten Show. Im April 2013 gewann er nach dem Telefon-Voting die  5. Staffel. Eine Woche später veröffentlichte er seinen ersten Song Nema ljubavi dok je Bosna ne rodi. Bei dieser Produktion arbeitete er mit der bekannten serbischen Band Miligram zusammen. Seinen zweiten Song Cijeli moj svijet nahm er ebenfalls 2013 auf. Eldin Huseinbegović, ein bekannter bosnischer Sänger, war Songwriter dieses Liedes. 2014 brachte er sein gleichnamiges, erstes Album heraus.
Am 31. Dezember 2014 war Ahmetović in einen mittelschweren Verkehrsunfall in der Nähe von Maglaj verwickelt, als er auf dem Weg zu einem Silvester-Konzert war. Alle Beteiligten des Unfalls kamen unverletzt davon.

## Diskografie
Album
- Cijeli moj svijet (2014)

Sonstige
- Nema ljubavi dok je Bosna ne rodi (2013)
- Cijeli moj svijet (2013)
- Zašto život lijepim zovu (2015)
- Pa pa (2016)
- Licni heroj (2016)
- Zli andjeli (2017)
- Tebi život ide dalje (2018)
- Suze za oproštaj (2019)
- Lijepa ženo (2019)
- Ljubav nije zlato (2021)